# Ronglan Station
Ronglan Station (Ronglan stasjon) er en jernbanestation på Nordlandsbanen, der ligger ved bebyggelsen Ronglan i Levanger kommune i Norge. Stationen består af to spor, en perron med et læskur og en tidligere stationsbygning.
Stationen åbnede 29. oktober 1902, da banen blev forlænget fra Stjørdal til Levanger. Stationen blev fjernstyret 9. januar 1977 og gjort ubemandet 1. april 1979.
Stationsbygningen blev opført i 1902 efter tegninger af Paul Due og er udført med en stueetage i sten og førstesal i træ. Den er nu solgt fra.